# Saint-Denis-des-Puits
Saint-Denis-des-Puits est une commune française située dans le département d'Eure-et-Loir en région Centre-Val de Loire.

## Géographie

### Situation

Situation géographique
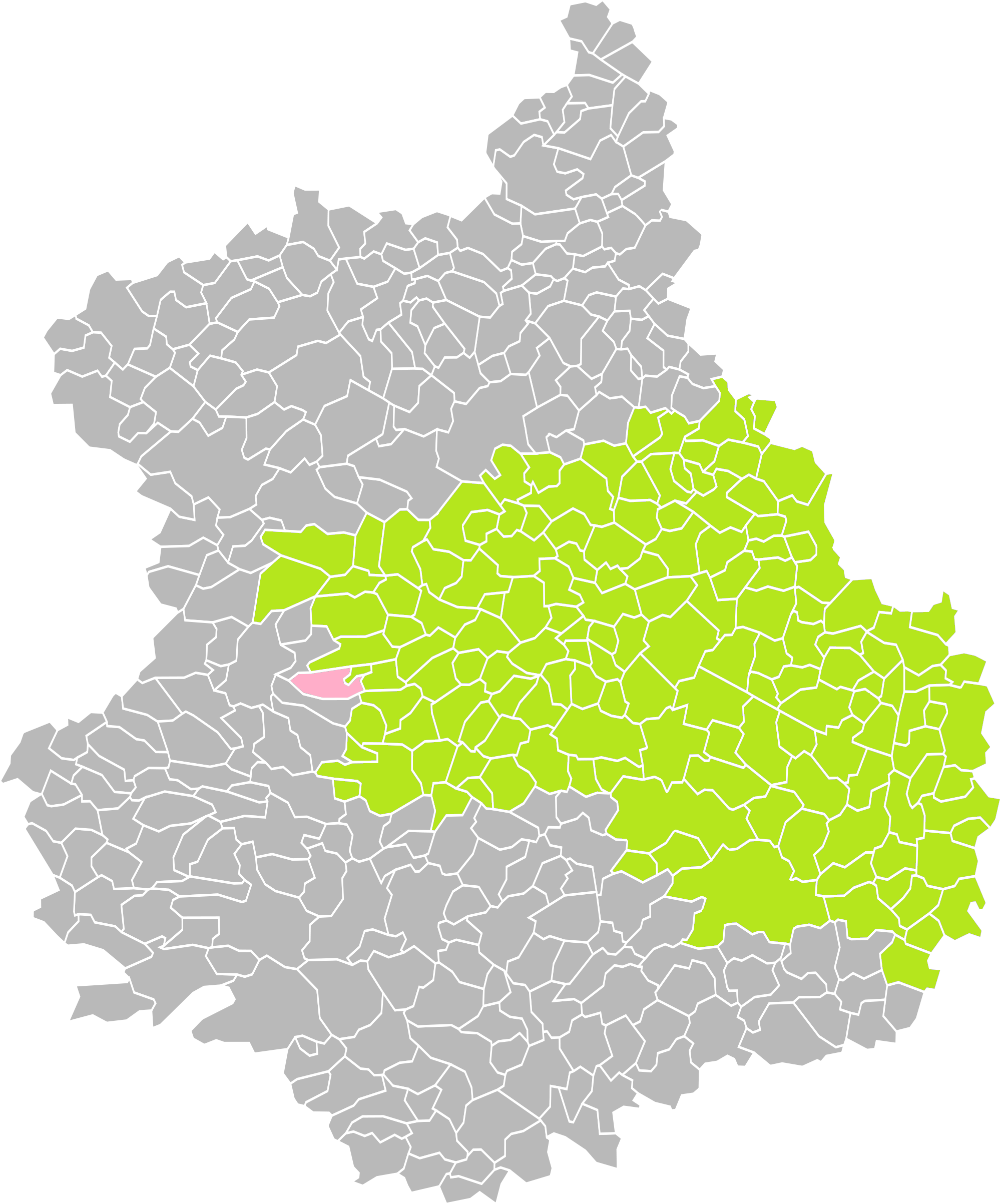
Saint-Denis-des-Puits dans son arrondissement.
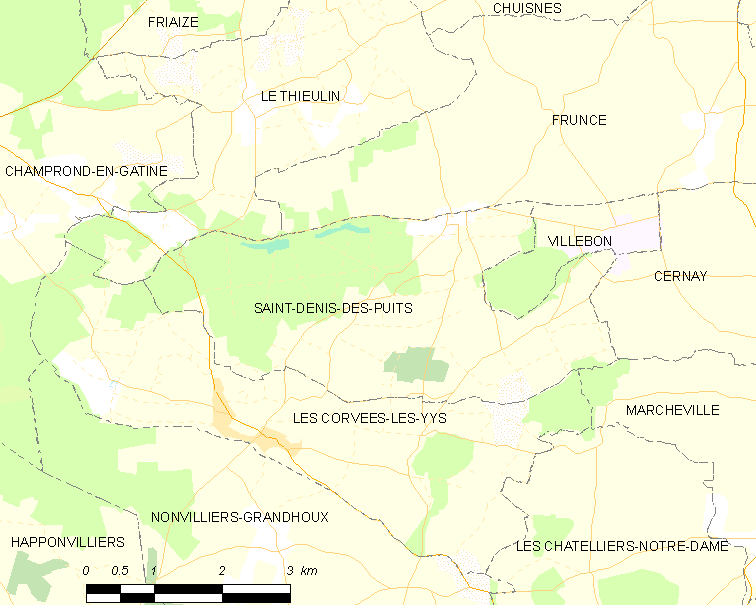
Carte de la commune de Saint-Denis-des-Puits.

### Communes limitrophes
| Le Thieulin | Fruncé                | Villebon    |
|             | Saint-Denis-des-Puits | Cernay      |
|             | Les Corvées-les-Yys   | Marchéville |

### Climat
Pour des articles plus généraux, voir Climat du Centre-Val de Loire et Climat du Val-d'Oise.
En 2010, le climat de la commune est de type climat océanique dégradé des plaines du Centre et du Nord, selon une étude du CNRS s'appuyant sur une série de données couvrant la période 1971-2000. En 2020, Météo-France publie une typologie des climats de la France métropolitaine dans laquelle la commune est exposée à un climat océanique altéré et est dans une zone de transition entre les régions climatiques « Sud-ouest du bassin Parisien » et « Normandie (Cotentin, Orne) ». 
Pour la période 1971-2000, la température annuelle moyenne est de 10,2 °C, avec une amplitude thermique annuelle de 14,8 °C. Le cumul annuel moyen de précipitations est de 674 mm, avec 11,1 jours de précipitations en janvier et 7,9 jours en juillet. Pour la période 1991-2020, la température moyenne annuelle observée sur la station météorologique de Météo-France la plus proche, « Deauville », sur la commune de Deauville à 5 382 km à vol d'oiseau, est de 0,0 °C et le cumul annuel moyen de précipitations est de 0,0 mm,. Pour l'avenir, les paramètres climatiques de la commune estimés pour 2050 selon différents scénarios d'émission de gaz à effet de serre sont consultables sur un site dédié publié par Météo-France en novembre 2022.

## Urbanisme

### Typologie
Au 1er janvier 2024, Saint-Denis-des-Puits est catégorisée commune rurale à habitat dispersé, selon la nouvelle grille communale de densité à 7 niveaux définie par l'Insee en 2022.
Elle est située hors unité urbaine. Par ailleurs la commune fait partie de l'aire d'attraction de Chartres, dont elle est une commune de la couronne,. Cette aire, qui regroupe 117 communes, est catégorisée dans les aires de 50 000 à moins de 200 000 habitants,.

### Occupation des sols
L'occupation des sols de la commune, telle qu'elle ressort de la base de données européenne d’occupation biophysique des sols Corine Land Cover (CLC), est marquée par l'importance des territoires agricoles (59,6 % en 2018), une proportion identique à celle de 1990 (59,6 %). La répartition détaillée en 2018 est la suivante : 
terres arables (55,7 %), forêts (40,3 %), zones agricoles hétérogènes (3,9 %), espaces verts artificialisés, non agricoles (0,1 %). L'évolution de l’occupation des sols de la commune et de ses infrastructures peut être observée sur les différentes représentations cartographiques du territoire : la carte de Cassini (XVIIIe siècle), la carte d'état-major (1820-1866) et les cartes ou photos aériennes de l'IGN pour la période actuelle (1950 à aujourd'hui).

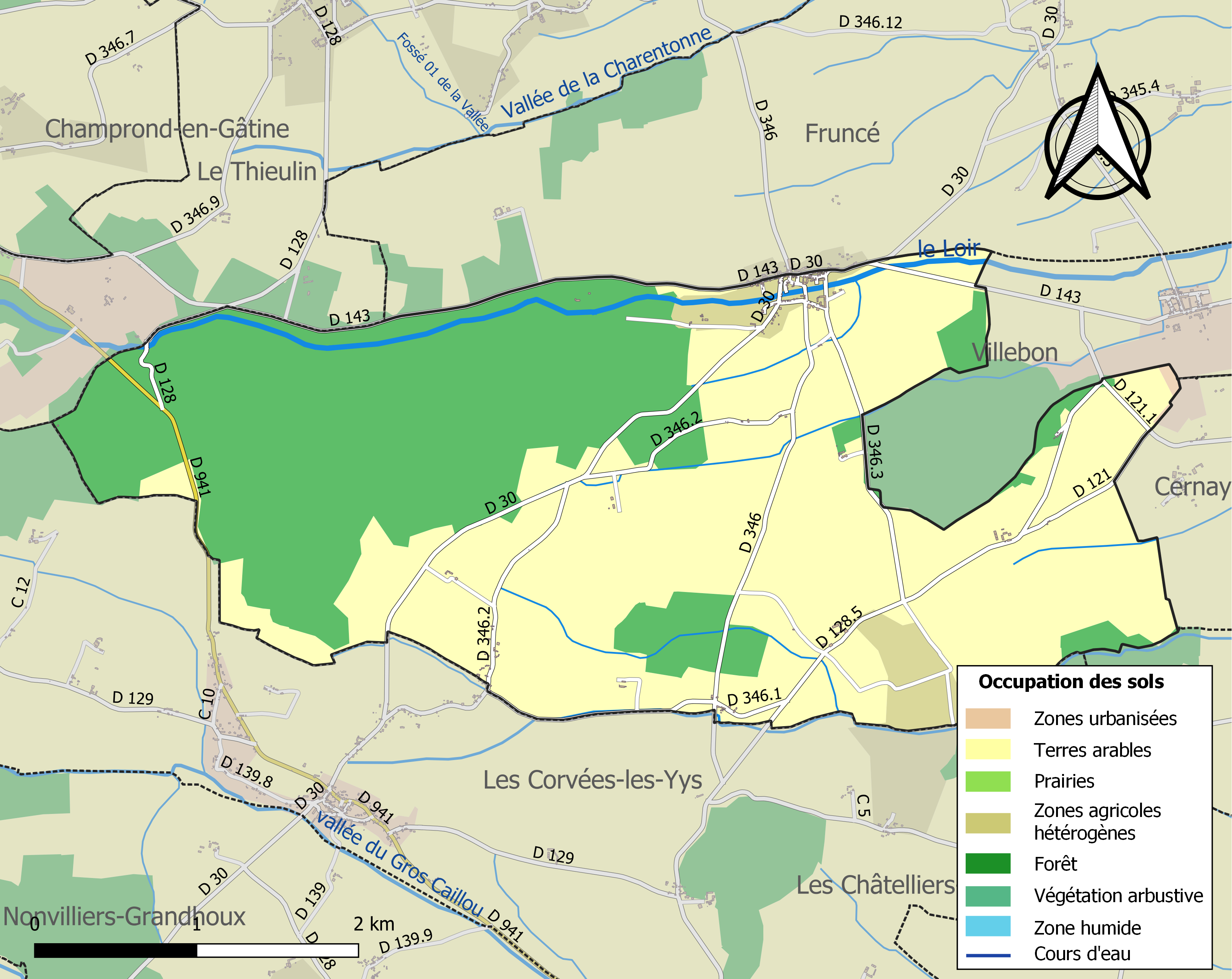
Carte des infrastructures et de l'occupation des sols de la commune en 2018 (CLC).

### Risques majeurs
Le territoire de la commune de Saint-Denis-des-Puits est vulnérable à différents aléas naturels : météorologiques (tempête, orage, neige, grand froid, canicule ou sécheresse), inondationset séisme (sismicité très faible). Il est également exposé à un risque technologique, le transport de matières dangereuses. Un site publié par le BRGM permet d'évaluer simplement et rapidement les risques d'un bien localisé soit par son adresse soit par le numéro de sa parcelle.

#### Risques naturels
Certaines parties du territoire communal sont susceptibles d’être affectées par le risque d’inondation par débordement de cours d'eau, notamment le Loir. La commune a été reconnue en état de catastrophe naturelle au titre des dommages causés par les inondations et coulées de boue survenues en 1999,.

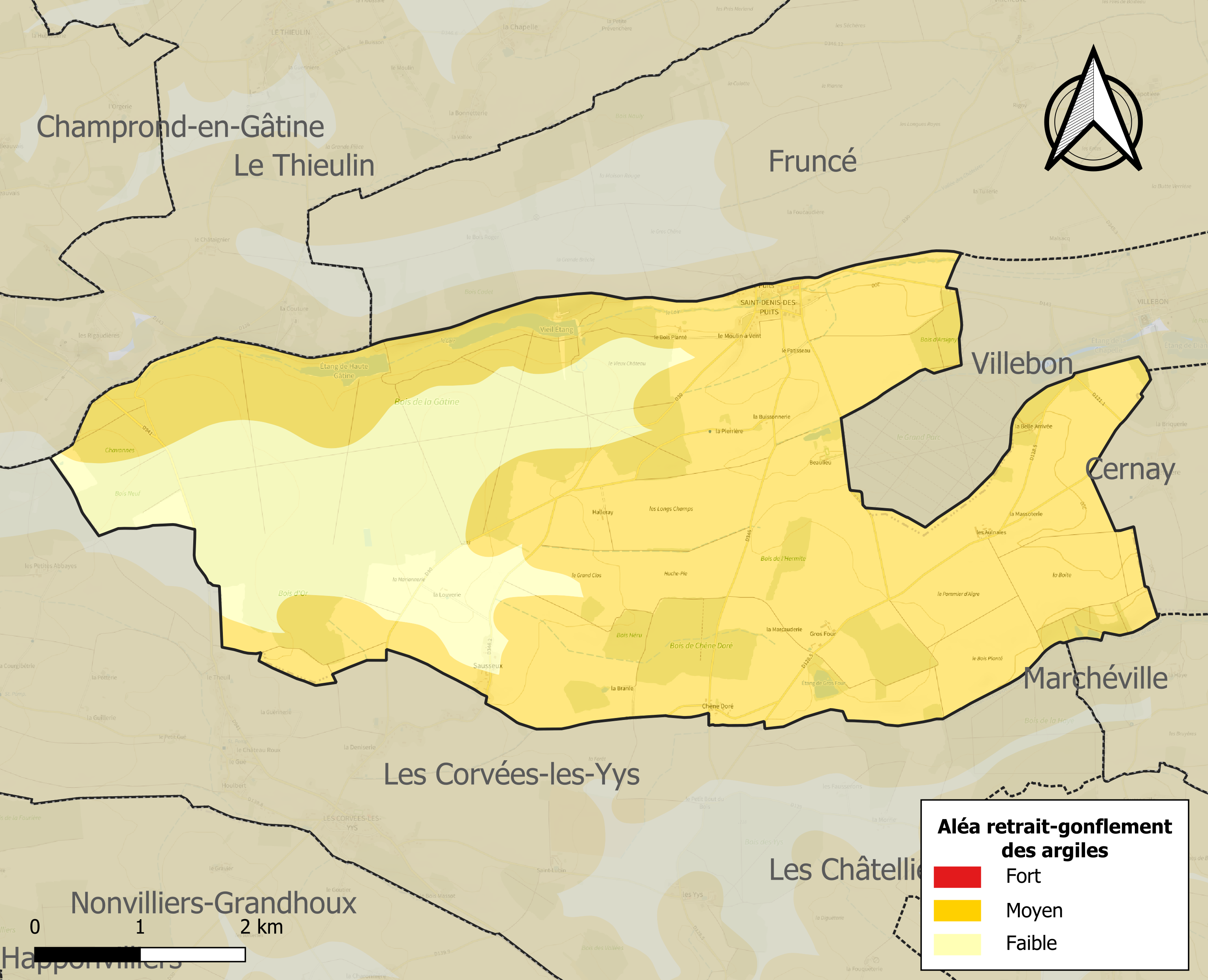
Carte des zones d'aléa retrait-gonflement des sols argileux de Saint-Denis-des-Puits.

Le retrait-gonflement des sols argileux est susceptible d'engendrer des dommages importants aux bâtiments en cas d’alternance de périodes de sécheresse et de pluie. 75,3 % de la superficie communale est en aléa moyen ou fort (52,8 % au niveau départemental et 48,5 % au niveau national). Sur les 71 bâtiments dénombrés sur la commune en 2019, 65 sont en aléa moyen ou fort, soit 92 %, à comparer aux 70 % au niveau départemental et 54 % au niveau national. Une cartographie de l'exposition du territoire national au retrait gonflement des sols argileux est disponible sur le site du BRGM,.
Concernant les mouvements de terrains, la commune a été reconnue en état de catastrophe naturelle au titre des dommages causés par des mouvements de terrain en 1999.

#### Risques technologiques
Le risque de transport de matières dangereuses sur la commune est lié à sa traversée par des infrastructures routières ou ferroviaires importantes ou la présence d'une canalisation de transport d'hydrocarbures. Un accident se produisant sur de telles infrastructures est en effet susceptible d’avoir des effets graves au bâti ou aux personnes jusqu’à 350 m, selon la nature du matériau transporté. Des dispositions d’urbanisme peuvent être préconisées en conséquence.

## Toponymie
Le nom de la localité est attesté sous la forme Beatus Dionisius de Putheys 1417.
Saint-Denis est un hagiotoponyme.
Pour le déterminant, des-Puits, on imagine toujours, des puits à margelle, alors qu'il s'agit de toutes sortes de mares ou d'étangs selon le sens ancien de puteus.

## Politique et administration

### Liste des maires
| Période                                  | Période   | Identité             | Étiquette | Qualité |
| ---------------------------------------- | --------- | -------------------- | --------- | --- |
| mars 1989                                | 2012      | Michel Rousseau      |           | Économiste, professeur à Paris-Dauphine                                                                                           |
| janvier 2012                             | juin 2017 | Laure de La Raudière | UMP-LR    | Chef d'entreprise Députée de la 3e circonscription d'Eure-et-Loir Conseillère départementale du canton d'Illiers-Combray (2015→ ) |
| juillet 2017                             | En cours  | Olivier Donck,       |           | Agriculteur sur moyenne exploitation                                                                                              |
| Les données manquantes sont à compléter. |           |                      |           | |

## Population et société

### Démographie
L'évolution du nombre d'habitants est connue à travers les recensements de la population effectués dans la commune depuis 1793. Pour les communes de moins de 10 000 habitants, une enquête de recensement portant sur toute la population est réalisée tous les cinq ans, les populations de référence des années intermédiaires étant quant à elles estimées par interpolation ou extrapolation. Pour la commune, le premier recensement exhaustif entrant dans le cadre du nouveau dispositif a été réalisé en 2006.

En 2022, la commune comptait 150 habitants, en évolution de +7,91 % par rapport à 2016 (Eure-et-Loir : −0,23 %, France hors Mayotte : +2,11 %).
| 1793 | 1800 | 1806 | 1821 | 1831 | 1836 | 1841 | 1846 | 1851 |
| ---- | ---- | ---- | ---- | ---- | ---- | ---- | ---- | ---- |
| 272  | 259  | 266  | 205  | 262  | 245  | 251  | 256  | 268  |

| 1856 | 1861 | 1866 | 1872 | 1876 | 1881 | 1886 | 1891 | 1896 |
| ---- | ---- | ---- | ---- | ---- | ---- | ---- | ---- | ---- |
| 271  | 275  | 275  | 275  | 286  | 242  | 234  | 232  | 227  |

| 1901 | 1906 | 1911 | 1921 | 1926 | 1931 | 1936 | 1946 | 1954 |
| ---- | ---- | ---- | ---- | ---- | ---- | ---- | ---- | ---- |
| 231  | 219  | 223  | 199  | 210  | 161  | 142  | 160  | 147  |

| 1962 | 1968 | 1975 | 1982 | 1990 | 1999 | 2006 | 2011 | 2016 |
| ---- | ---- | ---- | ---- | ---- | ---- | ---- | ---- | ---- |
| 128  | 114  | 104  | 69   | 81   | 116  | 118  | 138  | 139  |

| 2021 | 2022 | - | - | - | - | - | - | - |
| ---- | ---- | - | - | - | - | - | - | - |
| 147  | 150  | - | - | - | - | - | - | - |

## Culture locale et patrimoine

### Lieux et monuments

#### Église Saint-Denis
Le village possède une église de style gothique. Cette dernière fait environ 32 m de long et 8,5 m de large. L'église a été rénovée il y a quelques années et la façade orientale est depuis peu éclairée la nuit.
D'après les archives départementales d'Eure-et-Loir, le conseil général accorda en 1851 un crédit de 30 000 francs, afin de faire dresser par « MM. les agents-voyers du département la nomenclature des églises, presbytères et autres bâtiments communaux, contenant sommairement leur description, leur état, l’indication et l’évaluation approximative des travaux à faire et leur degré d’urgence ».
Voici le relevé qui fut fait, complété de plans, de l'église de Saint-Denis-des-Puits en 1852 :

« L’église de Saint Denis des Puits est vaste. Elle est construite en maçonnerie de cailloux et couverte en tuiles. Les contreforts sont en grisons du pays. La voûte est de forme ogivale, construite en bois et élevée de 10,80 m au-dessus du carrelage. La nef a 20,30 m de longueur sur 8,50 m de largeur. Le chœur a 7,30 m de longueur sur 8,50 m de largeur, l’abside la même largeur sur 4,10 m de longueur. La sacristie est située au nord de l’abside ; elle se trouve en contrebas de l’église de 0,40m. sa longueur est de 8,95m sur 3,90 m de largeur.
Les fonts baptismaux sont placés à gauche de la nef en entrant. L’église, le chœur et l’abside sont éclairés par sept croisées dont deux au nord et cinq au sud. Trois de ces croisées sont ogivales enornées d’architecture gothique. Elles ont 1,45 m de large sur 2,90 m de haut ; les quatre autres sont en plein cintre sans ornements de 1,10 m de largeur sur 2,00 de hauteur. Toutes ces croisées sont en verre ordinaire. La sacristie est éclairée par deux petites croisées de forme ordinaire et vitrées en même verre. Il existe dans le pignon ouest au-dessus de la grande porte d’entrée une rosace de forme gothique.
La charpente de l’église et du clocher sont en bon état ainsi que la couverture en ardoise. »

Depuis ce constat, seuls les verres ordinaires des fenêtres ont été remplacés par des vitraux figuratifs et losangés.

L'église Saint-Denis
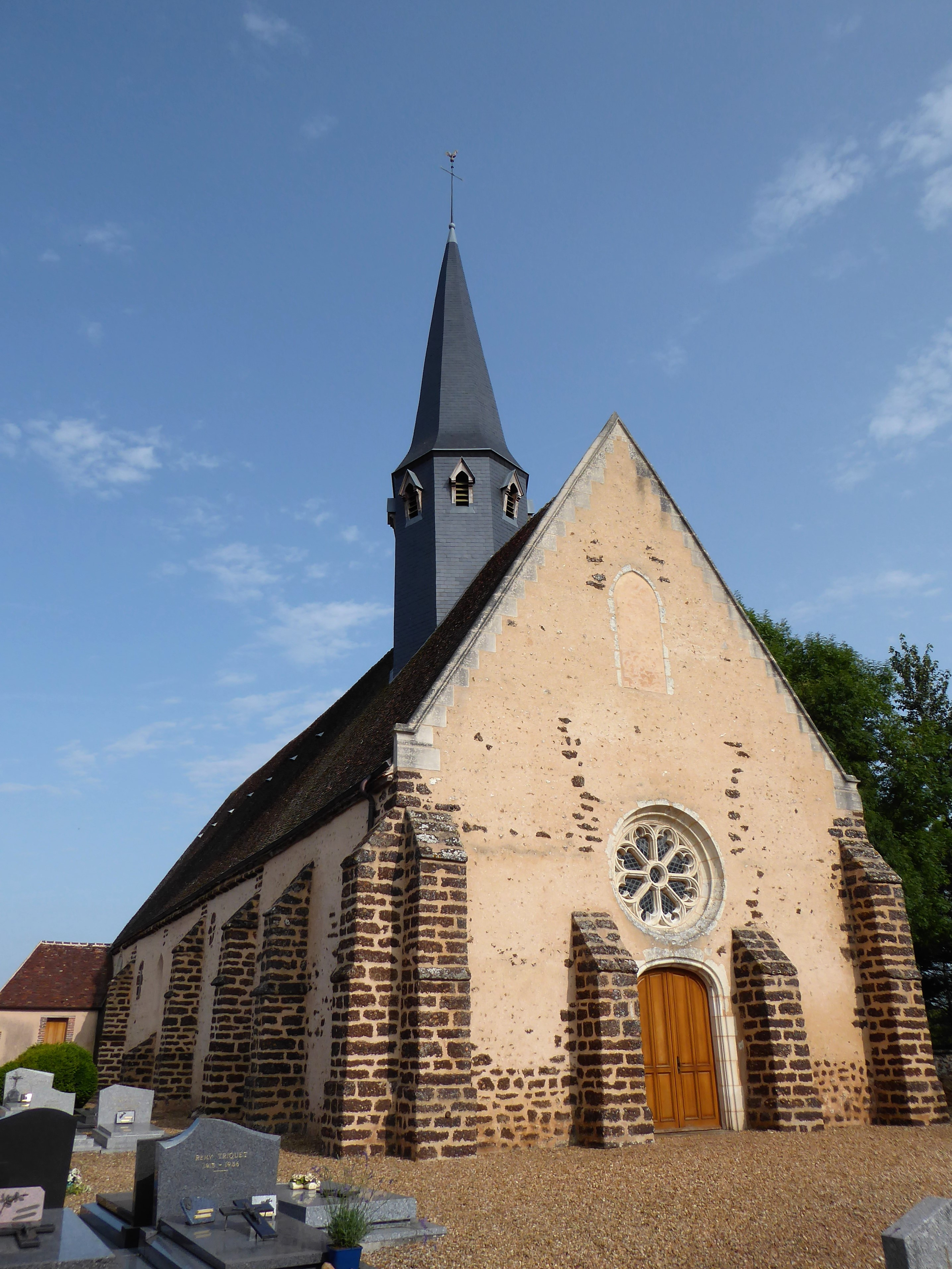
Façade ouest.
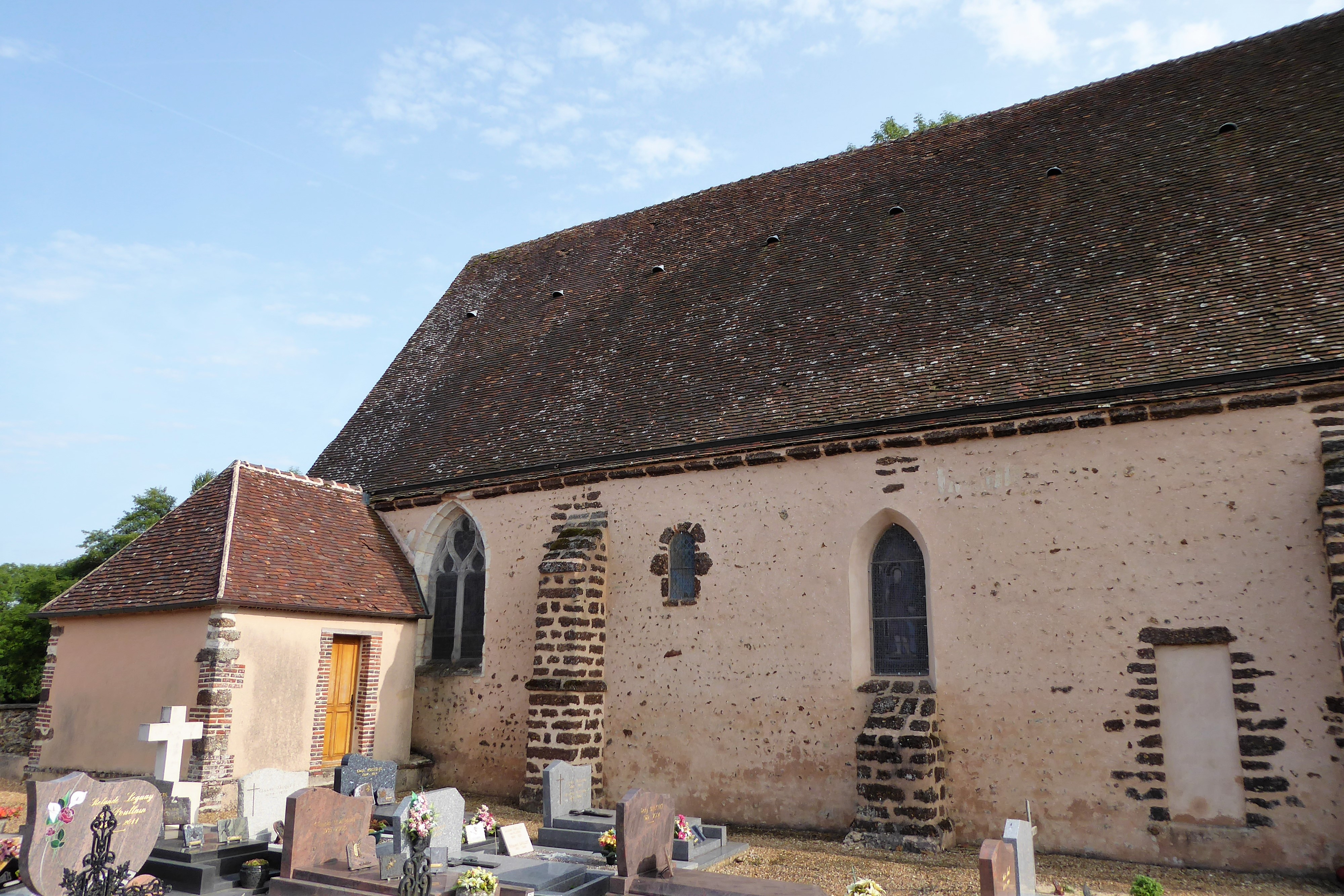
Mur nord.
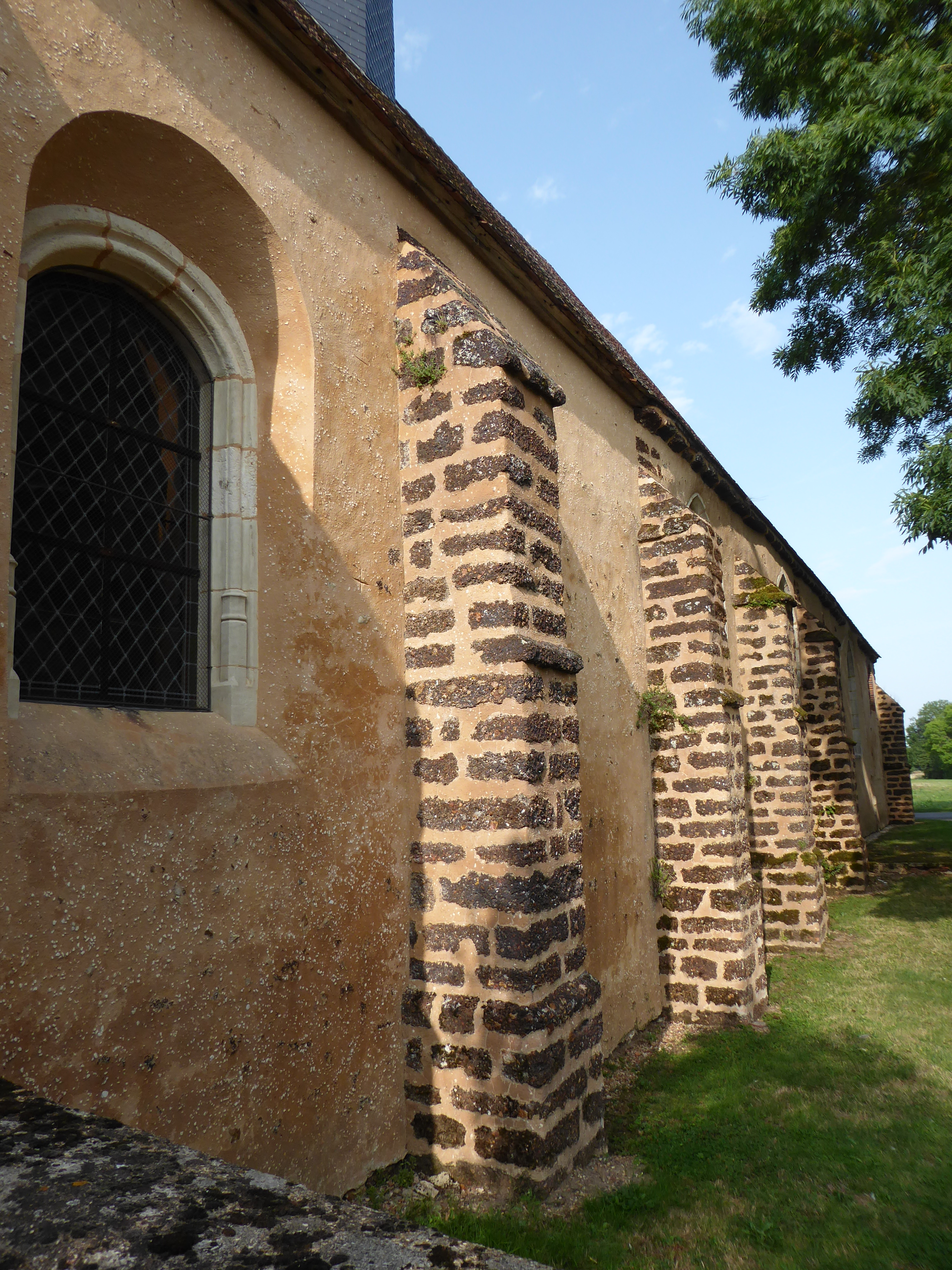
Mur sud.

### Personnalités liées à la commune
- Laure de La Raudière, députée d'Eure-et-Loir depuis juin 2007, conseillère municipale de mars 2001 à mars 2008, adjoint au maire de mars 2008 à janvier 2012, maire de janvier 2012 à juin 2017.